# Bendis magdalia
Bendis magdalia là một loài bướm đêm trong họ Noctuidae.